# Bécordel-Bécourt
Bécordel-Bécourt – miejscowość i gmina we Francji, w regionie Hauts-de-France, w departamencie Somma.
Według danych na rok 2011 gminę zamieszkiwały 164 osoby, a gęstość zaludnienia wynosiła 46 osób/km² (wśród 2293 gmin Pikardii Bécordel-Bécourt plasuje się na 858. miejscu pod względem liczby ludności, natomiast pod względem powierzchni na miejscu 1007.).